# 4949 Akasofu
4949 Akasofu (1988 WE) је астероид главног астероидног појаса са средњом удаљеношћу од Сунца која износи 2,272 астрономских јединица (АЈ).
Апсолутна магнитуда астероида је 13,6.